# 布拉佐斯 (加利福尼亞州)
布拉佐斯（英語：Brazos）是位於美國加利福尼亞州納帕縣的一個非建制地區。該地的面積和人口皆未知。

## 地理
布拉佐斯的座標為38°12′30″N 122°18′22″W / 38.20833°N 122.30611°W，而該地的平均海拔高度為1米（即3英尺）。